# علی بهزادی
علی بهزادی (زادهٔ ۱ فروردین ۱۳۰۴ در رشت – درگذشتهٔ ۶ شهریور ۱۳۸۹ در تهران) روزنامه‌نگار ایرانی، و بنیان‌گذار و مدیر مجلهٔ هفتگی سپید و سیاه (از ۱۳۳۲ تا ۱۳۵۸) بود.
مجله در تابستان سال ۱۳۵۸ توقیف شد. علی بهزادی در کتابش، توقیف مجله را به دستور شخص محمدرضا شاه نسبت می‌دهد. وی می‌گوید: روزی در بار عام شاهنشاهی، محمدرضا شاه پس از بازدید از جایگاه خبرنگاران، رو به وزیر اطلاعات کرده و می‌گوید: «ما چقدر روزنامه نگار داریم!». فردای آن روز ۳۰ روزنامه و مجله به صورت فله‌ای تعطیل می‌شوند که مجله سپید و سیاه هم یکی از آنان بود. وی پس از انقلاب چاپ مجله را از سر گرفت، اما پس از مدتی دوباره به دلایل سیاسی توقیف شد. دختر او فرانه بهزادی هم از سال پنجاه و هشت مجله پرمخاطب و علمی دانستنیها را منتشر کرد.

## مجموعه خاطرات

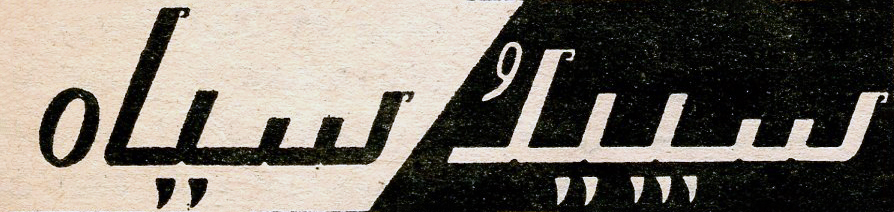
لوگوی مجلهٔ سپید و سیاه برگرفته شده از شماره ۱۰۹۸ مجله.

علی بهزادی در اواخر عمر خاطرات خود را در سه مجلد به نام شبه خاطرات منتشر کرد. او در هر فصل از این مجموعه کتاب، خاطرات خود را از یکی از شخصیتهای دوران پهلوی دوم بر روی کاغذ ثبت می‌کرده‌است. علی بهزادی در کتاب می‌نویسد که اسماعیل جمشیدی روزی به وی مراجعه کرده و از وی می‌خواهد که چند صفحه‌ای در مورد مترجم فقید ذبیح الله منصوری مطلب بنویسد. خاطرات وی به همراه مطالب دیگر پس از مدتی در کتابی به نام "دیدار با ذبیح الله منصوری" به بازار عرضه می شود. پس از چاپ آن کتاب، علی بهزادی تصمیم به مکتوب کردن تمام خاطراتش از دوران سردبیری مجله سپید و سیاه می زند. ابتدا قرار بر چاپ یک جلد از خاطرات بود، اما با استقبال خوانندگان، بهزادی دو جلد دیگر هم منتشر کرد.
بهزادی در بهشت زهرای تهران قطعه ۲۵۵، قطعه نام آوران به خاک سپرده شده است.